# Иосида, Косаку
Косаку Иосида (яп. 吉田耕作 Ёсида Ко:саку, 1909—1990) — японский математик, специалист в области функционального анализа. Директор Научно-исследовательского института математических наук (1969–1972).
Известен как один из основателей теории полугрупп операторов (в частности, теорема Хилле — Иосида о генераторе C0-полугрупп сжатия), а также как автор учебника по функциональному анализу, переведённого на многие языки мира.
Член Японской академии наук (1971), иностранный член Академии наук СССР (1982).